# Super Mega Baseball
A Super Mega Baseball baseball-videójáték, melyet a kanadai Metalhead Software fejlesztett és jelentetett meg. A játék 2014 decemberében jelent meg PlayStation 3 és PlayStation 4, 2015 augusztusában Windows és Xbox One, illetve 2016 márciusában Shield Android TV platformokra.
A játék pozitív kritikai és kereskedelmi fogadtatásban részesült, 2018 májusban 
Super Mega Baseball 2, illetve 2020 májusában Super Mega Baseball 3 címmel két folytatást is kapott.

## Játékmenet
A Super Mega Baseball egyszerre 1–4 játékost támogat helyi egymás elleni vagy kooperatív játékmódokban. Az elsődleges játékmódok között szerepel a barátságos mérkőzés és a szezonmód. A játékban 216 személyre szabható baseballjátékos és 24 bíró, illetve négy különböző (a Super Mega Baseball: Extra Innings verzióban hat) stadion kapott helyet.

## Megjelenés
A Super Mega Baseball Észak-Amerikában 2014. december 16-án jelent meg PlayStation 3 és PlayStation 4 otthoni videójáték-konzolokra, kizárólag a PlayStation Store-on keresztül. A játék Európában 2015. április 1-jén jelent meg a PlayStation Store-on.
2015. augusztus 14-én Super Mega Baseball: Extra Innings címmel megjelent egy kibővített átirat Xbox One-ra, illetve 2015. augusztus 21-én Microsoft Windowsra. Az Extra Innings további tartalma 2016-ban ingyenesen letölthető tartalomként jelent meg a PlayStation 3- és PlayStation 4-kiadásokhoz. A Super Mega Baseball: Extra Innings 2016. március 24-én Shield Android TV-re is megjelent.

## Fogadtatás
| Összegzőoldal | Értékelés                  |
| ------------- | -------------------------- |
| Metacritic    | 85/100 (PS4) 80/100 (XONE) |

| Szerző | Értékelés |
| ------ | --------- |
| IGN    | 8,1/10    |

| Szerző  | Díj                      |
| ------- | ------------------------ |
| Polygon | Az év sportjátéka (2014) |

A játék a Metacritic kritikaösszegző weboldal adatai szerint „általánosságban kedvező” kritikai fogadtatásban részesült. A Gaming-Age „A” értékelést adott a játékra, összegzésként megjegyezve, hogy „Komolyan mondom, hogy a Super Mega Baseball az a fajta szórakoztató, könnyen elsajátítható időtöltés, ami a videójáték-baseball volt az élettartamának hajnalán – és amikor az ennyire nagyszerű, mint ebben az esetben is, akkor minden okunk megvan arra, hogy elhiggyük, hogy az még mindig képes ennek a funkciónak a teljesítésére.” Az IGN 8,1/10-es pontszámot adott a játékra, dicsérve annak humorát és könnyen elsajátítható játékmenetét, míg negatívumként a prezentációját emelte ki. A Polygon az „év sportjátékának” választotta a játékot.